# Program Erasmus

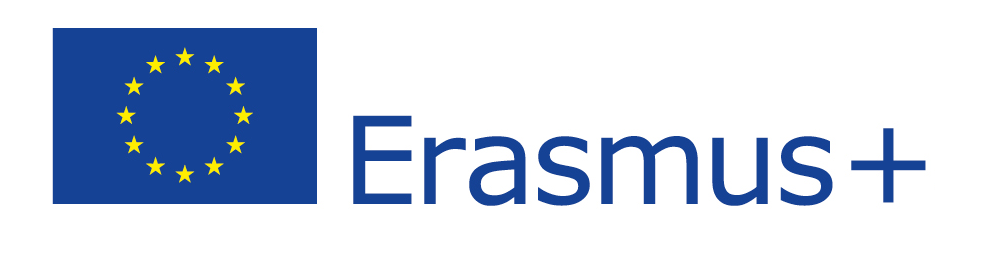
Logo programu Erasmus+

Program Erasmus (EuRopean Action Scheme for the Mobility of University Students) je program Evropské unie, podporující zahraniční mobilitu vysokoškolských studentů a pedagogů a spolupráci ve vysokoškolském vzdělávání v Evropě. Jedná se o největší evropský vzdělávací program.

## Historie
Program byl zřízen v roce 1987 rozhodnutím 87/327/EHS. V letech 2000 až 2006 byl součástí programu Socrates. Ve finančním rámci EU pro roky 2007 až 2013 byl zařazen jako součást Programu celoživotního učení. Do roku 2012 využili příležitost výjezdu v rámci programu Erasmus tři miliony lidí.
Název Erasmus je odvozen z příjmení holandského renesančního humanisty Erasma Rotterdamského, může být však rovněž čten jako akronym European Action Scheme for the Mobility of University Students.
Program Erasmus od ledna roku 2014 pokračuje pod názvem Erasmus+. Ten se nově zaměřil na více sektorů vzdělávání a zapojil do programu i země mimo Evropskou unii.

## Erasmus v Česku
Erasmus v Česku funguje od roku 1998. Spravuje ho zde Dům zahraniční spolupráce. Dle jeho studie výjezdy přispívají k celkové spokojenosti se životem, většímu sebevědomí, lepším znalostem cizích jazyků a také otevřenějším názorům i lepšímu pochopení mezinárodního prostředí.
Za 25 let fungování tohoto programu, mezi lety 1998 až 2023, využilo možnost Erasmu přes 410 tisíc Čechů. Nejvíce studenti a pracovníci vysokých škol. Studenti vysokých škol vyjeli díky programu do roku 2023 na 121 540 studijních pobytů a 22 628 praktických stáží. Češi nejčastěji vyráželi do Německa, Španělska a Spojeného království.
Naopak ze zahraničí přijelo do Česka v rámci programu Erasmus 450 tisíc lidí. Nejčastěji do Česka přijíždí Slováci, Turci, Španělé, Poláci a Francouzi.